# デポルティーボ・キト
ソシエダ・デポルティーボ・キト（西: Sociedad Deportivo Quito）は、エクアドルの首都キトに本拠地を置くサッカークラブである。同じくキトを本拠地とするLDUキトはライバルであるが、最近は成績面で大きく差をつけられている。
アレックス・アギナガが頭角を表したクラブでもある。
ホームスタジアムはエル・ナシオナルや、ウニベルシダ・カトリカも本拠地とする実質エクアドルの国立競技場ともいえるエスタディオ・オリンピコ・アタワルパである。この点も自前のスタジアムを有するLDUキトと対照的である。
コパ・リベルタドーレスには1965年、1969年、1986年、1989年、1998年の5度出場し、1989年のベスト16が最高成績である。

## ライバル
デポルティーボ・キトのライバルは同じキトを本拠地とするLDUキト、SDアウカス、CDエル・ナシオナルである。

## ニックネーム
デポルティーボ・キトの愛称はLa Academia（ラ・アカデミア：学院）である。これは1940～50年代にかけて、デポルティーボ・キトはチームの成績が良く、そのエレガントなプレーは周囲の憧れを集めるチームであったため、そこからアカデミアという愛称が付けられた。

## ユニフォーム
デポルティーボ・キトのチーム・カラーは青色と赤色である。これはキトの街の旗のデザインが由来となっている。青色はキトの街とサポーターの忠誠心を象徴し、赤色はサッカーへの情熱、スポーツへの愛を象徴している。

## タイトル

### 国内タイトル
- セリエA (5回): 1964, 1968, 2008, 2009, 2011
- セリエB (1回): 1980 E1

## 過去の成績
- 2007 セリエA 6位
- 2008 セリエA 1位
- 2009 セリエA 1位
- 2010 セリエA 4位
- 2011 セリエA 1位
- 2012 セリエA 8位
- 2013 セリエA 3位

## 歴代在籍選手
- アレックス・アギナガ
- イバン・カビエデス
- エディソン・メンデス